# Виноград, Мария Ипполитовна
Мария Ипполитовна Виногра́д (8 [21] ноября 1907 — неизвестно) — советский инженер-металлург.

## Биография
Кандидат технических наук. Работала в Центральной исследовательской лаборатории электрометаллургического завода «Электросталь» имени И. Ф. Тевосяна.
Увлекалась живописью.

## Автор книг
- Неметаллические включения в шарикоподшипниковой стали. — М:. Металлургиздат, 1954. — 124 с.
- Виноград М. И., Громова Г. П. Включения в легированных сталях и сплавах. — М. : Металлургия, 1972. — 215 с.[2]
- Виноград М. И. Включения в стали и её свойства. — М. : Металлургиздат, 1963. — 252 с.
- Дефекты стали: Справочное изд. / Под ред. С. М. Новокщеновой, М. И. Виноград. — М.: Металлургия, 1984. — 199 с.
- Зуев М. И., Култыгин В. С., Виноград М. И., Остапенко А. В., Любинская М. А., Дзугутов М. Я. Пластичность стали при высоких температурах. — М.: Металлургиздат, 1954. — 104 с.

## Награды и премии
- Орден «Знак Почёта» (31 марта 1945)[3]
- Сталинская премия первой степени (1949) — за разработку технологии производства жаропрочного сплава.